# Saison 2015 des Dragons catalans
La saison 2015 des Dragons catalans, unique franchise française de rugby à XIII en Super League, constitue leur dixième participation à cette ligue. L'entraîneur français Laurent Frayssinous effectue sa troisième saison au club. 

## Déroulement de la saison

### Avant-saison
Avant même la fin de la saison 2014, les Dragons catalans ont enregistré l'une des transferts les plus médiatisés avec l'arrivée de l'international australien Todd Carney au poste de demi de mêlée, âgé de 28 ans. Ce dernier, élu meilleur joueur de rugby à XIII au monde et de la National Rugby League en 2010, espère relancer une carrière en France après avoir été licencié des Sharks de Cronulla-Sutherland en juin 2014. Autre joueur posant ses valises à Perpignan est l'international australien Willie Tonga occupant le poste de centre. Parallèlement, le président Bernard Guasch a prolongé le contrat de Morgan Escaré pour quatre années et a annoncé le retour de l'ancien capitaine Rémi Casty après son expérience en National Rugby League avec les Roosters de Sydney, celui-ci désirant être présent pour les dix ans du club en Super League.
Autre volonté du club est de se doter d'une équipe dite d'academy, sélection des moins de 19 ans, qui évoluera au sein de la Super League de sa catégorie. ce projet a pour objectif de « permettre dans l’avenir de recoller aux grandes nations (Angleterre, Australie, Nouvelle-Zélande) et offrir aux jeunes joueurs français un environnent professionnel dès le plus jeune âge ».

## Résultats
| Légende | Légende  |
| ------- | -------- |
|         | Victoire |
|         | Nul      |
|         | Défaite  |

Saison régulière 2015
| Date    | Compétition   | Journée | Equipe       | H/A | Stade                    | Résultat | Score | Essais                                                     | Buts                    | Spect.     |
| ------- | ------------- | ------- | ------------ | --- | ------------------------ | -------- | ----- | ---------------------------------------------------------- | ----------------------- | ---------- |
| 6/2/15  | Super League  | 1       | St Helens    | A   | Langtree Park            | D        | 7-18  | Pelissier                                                  | Bosc 1/1, Bosc 1 DG     | 12,008     |
| 14/2/15 | Super League  | 2       | Castleford   | H   | Stade Gilbert Brutus     | V        | 13-12 | Escare, Whitehead                                          | Dureau 2/4, Dureau 1 DG | 6,584      |
| 28/2/15 | Super League  | 3       | Warrington   | H   | Stade Gilbert Brutus     | V        | 38-18 | Tonga, Oldfield (2), Duport, Taia (2)                      | Dureau 7/7              | 8,946      |
| 7/3/15  | Super League  | 4       | Salford      | H   | Stade Gilbert Brutus     | N        | 40-40 | Taia, Duport, Pomeroy (2), Oldfield, Whitehead, Henderson  | Dureau 6/8              | 7,800      |
| 15/3/15 | Super League  | 5       | Hull KR      | A   | Craven Park              | D        | 20-50 | Tonga, Oldfield, Casty, Pelissier                          | Dureau 2/4              | 6,723      |
| 20/3/15 | Super League  | 6       | Hull FC      | A   | KC Stadium               | D        | 22-33 | Duport, Bosc, Escare, Taia                                 | Bosc 3/4                | 11,994     |
| 28/3/15 | Super League  | 7       | Leeds        | H   | Stade Gilbert Brutus     | D        | 22-38 | Whitehead (2), Pelissier, Cardace                          | Dureau 3/4              | 8,876      |
| 2/4/15  | Super League  | 8       | Wakefield    | A   | Belle Vue                | V        | 40-4  | Garcia, Tonga, Pomeroy, Whitehead, Cardace (3)             | Dureau 6/7              | 3,015      |
| 6/4/15  | Super League  | 9       | Widnes       | H   | Stade Gilbert Brutus     | V        | 32-16 | Tonga (2), Pelissier (2), Pala, Cardace                    | Bosc 3/4, Dureau 1/2    | 7,000      |
| 12/4/15 | Super League  | 10      | Wigan        | A   | DW Stadium               | D        | 0-34  | -                                                          | -                       | 12,162     |
| 19/4/15 | Super League  | 11      | Huddersfield | A   | Galpharm Stadium         | D        | 14-38 | Dureau, Bousquet                                           | Dureau 3/3              | 4,404      |
| 25/4/15 | Super League  | 12      | Hull KR      | H   | Stade Gilbert Brutus     | V        | 32-24 | Baitieri, Springer, Oldfield, Pelissier, Garcia, Whitehead | Bosc 4/6                | Attendance |
| 3/5/15  | Super League  | 13      | Castleford   | A   | The Jungle               | D        | 28-36 | Yaha, Garcia (3), Taia                                     | Dureau 4/5              | 5,704      |
| 9/5/15  | Super League  | 14      | St Helens    | H   | Stade Gilbert Brutus     | V        | 33-26 | Garcia (2), Taia (2), Escare                               | Dureau 6/6, Dureau 1 DG | 8,886      |
| 23/5/15 | Super League  | 15      | Wigan        | H   | Stade Gilbert Brutus     | V        | 58-16 | Yaha (2), Gigot (3), Taia (3), Oldfield, Escare            | Dureau 9/10             | 10,423     |
| 31/5/15 | Magic Weekend | 16      | Huddersfield | A   | St James' Park           | N        | 22-22 | Pelissier, Carney (2), Taia                                | Dureau 3/4              | 26,970     |
| 5/6/15  | Super League  | 17      | Warrington   | A   | Halliwell Jones Stadium  | D        | 18-26 | Gigot, Pelissier, Whitehead                                | Dureau 3/3              | 8,611      |
| 13/6/15 | Super League  | 18      | Hull FC      | H   | Stade Gilbert Brutus     | V        | 20-14 | Bosc, Gigot, Mounis                                        | Dureau 4/4              | N/A        |
| 20/6/15 | Super League  | 19      | Wakefield    | A   | Stade Gilbert Brutus     | V        | 32-12 | Pomeroy, Inu, Pelissier, Escare, Anderson                  | Dureau 6/6              | 7,843      |
| 5/7/15  | Super League  | 20      | Salford      | A   | AJ Bell Stadium          | D        | 14-18 | Casty, Anderson                                            | Dureau 3/3              | 5,078      |
| 12/7/15 | Super League  | 21      | Widnes       | A   | Halton Stadium           | D        | 22-29 | Anderson, Whitehead (2), Escare                            | Dureau 3/4              | 4,822      |
| 18/7/15 | Super League  | 22      | Huddersfield | H   | Stade Gilbert Brutus     | D        | 12-14 | Inu, Escare                                                | Dureau                  | 9,761      |
| 26/7/15 | Super League  | 23      | Leeds        | A   | Headingley Rugby Stadium | D        | 22-36 | Gigot (2), Escare, Dureau                                  | Dureau 3/4              | 15,534     |

Super 8 Play Offs
| Date    | Compétition  | Journée | Equipe      | H/A | Stade                | Résultat | Score | Essais                  | Buts       | Spect. |
| ------- | ------------ | ------- | ----------- | --- | -------------------- | -------- | ----- | ----------------------- | ---------- | ------ |
| 8/8/15  | Super League | 1       | St Helens   | H   | Stade Gilbert Brutus | V        | 26-16 | Gigot, Anderson, Escaré | Dureau 7/7 | 7,392  |
| 22/8/15 | Super League | 2       | Huddersfeld | A   | -                    | -        | -     |                         |            |        |
| 22/8/15 | Super League | 3       | Castleford  | H   | -                    | -        | -     |                         |            |        |
| 5/9/15  | Super League | 4       | Wigan       | A   | -                    | -        | -     |                         |            |        |
| 12/9/15 | Super League | 5       | Leeds       | H   | -                    | -        | -     |                         |            |        |
| 19/9/15 | Super League | 6       | Warrington  | A   | -                    | -        | -     |                         |            |        |
| 25/9/15 | Super League | 7       | Hull FC     | A   | -                    | -        | -     |                         |            |        |

## Trophées et honneurs en championnat

### Stade
Le stade Gilbert-Brutus a été rénové lors de la saison 2011 pour la construction d'une nouvelle tribune de 2 560 places assises, ce qui porte la capacité totale du stade à 11 500 places assises. Il comporte également une loge panoramique, des bureaux, une boutiques et des guichets. En termes de capacité, cela situe le club dans le top 7 de la Super League. Le coût de cette extension est de l'ordre de 6 805 000 euros répartis entre la ville de Perpignan (49 %), le conseil régional (28 %) et le conseil général (23 %).

## Couverture médiatique
La chaîne beIN Sport possède l'achat des droits télés de la National Rugby League et les retransmissions des matchs à domicile des Dragons Catalans. Sky Sports retransmet les matchs disputés à l'extérieur sur le sol britannique. Pour la Challenge Cup, les diffusions sont assurées par la BBC.
Dans la presse, les résultats et rapports des matchs sont diffusés dans les quotidiens tels que L'Équipe ou L'Indépendant.